# Iván Lorenzo
Iván Lorenzo Roncero (Andorra la Vella, 15 aprile 1986) è un ex calciatore andorrano, di ruolo attaccante.